# محمد علي حمادي
 محمد علي حمادي  هو قيادي لبناني ينتمي لحزب الله اللبناني كان قد شارك في اختطاف الطائرة تي دبليو إيه الرحلة 847 في سنة 1985 والتي قـُتل فيها الأمريكي روبرت ستيثيم وأُلقيت جثته على أرضية مطار بيروت الدولي. وأدين محمد علي حمادي بتهمة قتله في سنة 1989، ولكنه كان يقضي حكماً بالسجن المؤبد في ألمانيا قضى منه 18 عاما من 1987 إلى 2005.

## قصته
كان حمادي أحد ثلاثة اختطفوا طائرة تابعة للخطوط الجوية الأمريكية (تي دبليو أيه) عندما كانت في طريقها من أثينا إلى روما وأرغموا قائدها على الهبوط في مطار بيروت. واختطفت طائرة الـ تي دبليو إيه في 14 يونيو / حزيران 1985، واحتجز ركاب الطائرة كرهائن داخلها لمدة 17 يوما. طالب الخاطفون بالإفراج عن 17 من عناصر حزب الله وحزب الدعوة الإسلامية العراقي الذين كانوا محتجزين في الكويت بسبب هجمات أسفرت عن مقتل ستة أشخاص في سنة 1983. كما طالب الخاطفون بالإفراج عن مئات السجناء اللبنانيين الذين كانوا معتقلين في الجنوب اللبناني الذي كان قيد الاحتلال الإسرائيلي.
ولما لم يستجب لهذه الطلبات قُتل أحد الرهائن وهو غواص بسلاح البحرية الأمريكية. وفي أعقاب قتله بدأ الخاطفون إطلاق سراح رهائنهم.
أفرجت إسرائيل عن بعض السجناء في جنوب لبنان بعد أيام قليلة من الحادث، لكنها أصرت على أن تلك الخطوة تمت في إطار التزام سابق. اعتقل حمادي في مطار فرانكفورت في 13 يناير 1987 بعد أن عثر موظفي الجمارك على متفجرات في حقائبه. أقر حمادي خلال محاكمته بالاشتراك في عملية اختطاف الطائرة بعد تلقيه أوامر من حزب الله، لكنه نفى أي علاقة له بقتل الرهينة الأمريكي. تمكن الخاطفون الآخرون الذين وجهت لهم اتهامات في القضية، من الفرار ومن بينهم عماد مغنية وهو قيادي بارز بحزب الله أدرجه مكتب التحقيق الفيدرالي الأمريكي (إف بي آي) على قائمته «لأبرز الإرهابيين المطلوبين» وعرضت مكافأة تصل إلى خمسة ملايين دولار لمن يقود لاعتقاله.

## مطالبة الولايات المتحدة به بعد الإفراج عنه
طلبت وزارة الخارجية الأمريكية من السلطات اللبنانية تسليمه. إلا أن الدولتين لا تربطهما معاهدة لتبادل المطلوبين. عبرت السلطات اللبنانية عن «دهشتها» لمطالبة الخارجية الأمريكية بتسليمها محمد علي حمادي الذي كان قد حكم بالسجن المؤبد لقتله أحد غواصي البحرية الأمريكية. قالت الولايات المتحدة إنها لا تزال مصممة على إعادة سجن حمادي الذي قتل غواصا من البحرية الأمريكية، وذلك رغم كونه قضى 18 عاما في السجون الألمانية إلى أن أطلقت السلطات الألمانية سراحه في 2005.
وتساءل رئيس الوزراء اللبناني فؤاد السنيورة: «كان بامكان الولايات المتحدة طلب ذلك من ألمانيا. لم يطلبون ذلك منا نحن؟»
وقال مسؤولون أمريكيون أن اتفاق تبادل المطلوبين الذي يربطها بألمانيا لا يقضي بتسليم أشخاص نفذ عليهم حكم في نفس القضية، ومع ذلك، طلبت من ألمانيا الإبقاء عليه رهن الاحتجاز.
وكانت ناطقة باسم وزارة العدل الألمانية قالت إنه لا علاقة بين إطلاق سراح حمادي والإفراج عن رهينة ألمانية في العراق بعد ذلك بثلاثة أيام. وأضافت موضحة: «لقد أفرج عنه بعد أن قضى مدة عقوبته».
قالت مصادر دبلوماسية إن حمادي نقل إلى بيروت. وقالت الناطقة باسم الوزارة إن الوزارة لم تتلق مطلقا طلبا أمريكيا بتسليم عضو حزب الله لها.
وتوعدت الولايات المتحدة بالقبض على حمادي ومحاكمته بعدما أُطلق سراحه.
قال شون ماكورماك المتحدث باسم الخارجية الأمريكية: «نحن نؤكد لكل من يريد الاستماع، بما في ذلك السيد حمادي، اننا سنتعقبه ونأتي به ليحاكم في أمريكا على ما فعل.»